# Al conde Palatino
Au comte palatin
L'eau-forte Al conde palatino (en français Au comte palatin) est une gravure de la série Los caprichos du peintre espagnol Francisco de Goya. Elle porte le numéro 33 dans la série des 80 gravures. Elle a été publiée en 1799.

## Interprétations de la gravure
Il existe divers manuscrits contemporains qui expliquent les planches des Caprichos. Celui qui se trouve au Musée du Prado est considéré comme un autographe de Goya, mais semble plutôt chercher à dissimuler et à trouver un sens moralisateur qui masque le sens plus risqué pour l'auteur. Deux autres, celui qui appartient à Ayala et celui qui se trouve à la Bibliothèque nationale, soulignent la signification plus décapante des planches.
- Explication de cette gravure dans le manuscrit du Musée du Prado : 
En todas las ciencias hay charlatanes, que sin haber estudiado palabra lo saben todo y para todo hallan remedio. No hay que fiarse de lo que anuncian. El verdadero sabio desconfía siempre del acierto: promete poco y cumple mucho; pero el Conde Palatino, no cumplenada de lo que promete. 
(Dans toutes les sciences il y a des charlatans, qui sans avoir étudié, savent tout et possèdent un remède pour tout. Il ne faut pas se fier à ce qu'ils annoncent. Le véritable sage se méfie toujours de ce qui est certain : il promet peu et fait beaucoup; mais le Comte Palatin ne remplit pas ce qu'il a promis)[3].
- Manuscrit de Ayala : 
Los charlatans y sacamuelas venden bien sus drogas fingiéndose Condes y Marqueses. 
(Les charlatans et arracheurs de dents vendent bien leurs drogues, se faisant passer pour des Comtes et des Marquis)[3].
- Manuscrit de la Bibliothèque nationale : 
Todos los charlatanes y sacamuelas quieren pasar por Condes y Marqueses extranjeros arruinados para vender bien sus drogas 
(Tous les charlatans et arracheurs de dents veulent passer pour des Comtes et Marquis étrangers ruinés, pour vendre bien leurs drogues)[3].

La dénomination Comte palatin était donné à un haut dignitaire de la cour de Charlemagne qui exerçait des fonctions judiciaires. Plus tard elle s'est appliquée dans différentes cours européennes à ceux qui occupaient des postes importants au Palais.

## Technique de la gravure

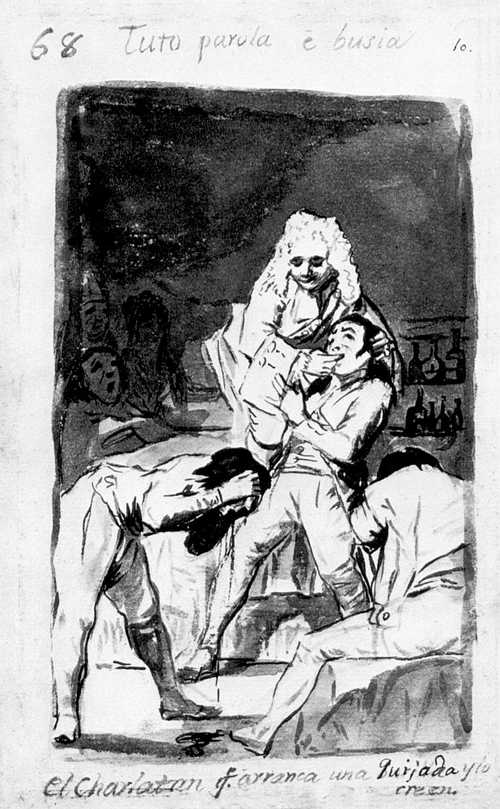
Dessin préparatoire.

L'estampe mesure 214 × 150 mm sur une feuille de papier de 306 × 201 mm.
Goya a utilisé l'eau-forte, l'aquatinte, la pointe sèche et le burin.
Le dessin préparatoire no 68 de l'Album B est à l'encre de Chine. Il porte l'inscription Tuto parola e busia // El Charlatan q.e arranca una barilla [corrigé à l'encre] quijada y lo / creen. Le dessin préparatoire mesure 235 × 146 mm. Il se trouve au Metropolitan Museum of Art.

## Catalogue
- Numéro de catalogue G02121 au Musée du Prado.